# مارکوس سنسی
مارکوس سنسی (زاده ۱۰ مه ۱۹۹۷) یک بازیکن فوتبال اهل آرژانتین است که برای باشگاه فوتبال بورنموث بازی می‌کند.